# Kasuga (metropolitana di Tokyo)
Kasuga (春日駅?, Kasuga-eki) è una stazione della metropolitana di Tokyo che si trova a Bunkyō. La stazione è servita da due linee della Toei Metro. La stazione è collegata con quella di Kōrakuen della Tokyo Metro.

## Struttura
La stazione è dotata di due piattaforme laterali con due binari sotterranei per la linea Mita e di una piattaforma a isola centrale con due binari per la linea Ōedo.
| 1 | Linea Mita | per Hibiya, Shirokane-Takanawa, Meguro e linea Tōkyū Tōyoko |
| 2 | Linea Mita | per Sugamo, Takashimadaira e Nishi-Takashimadaira           |
| 3 | Linea Ōedo | per Iidabashi, Shinjuku-Nishiguchi e Tochōmae               |
| 4 | Linea Ōedo | per Ueno-Okachimachi, Ryōgoku e Daimon                      |

## Stazioni adiacenti
| «          | Servizio   | »              |
| Linea Ōedo | Linea Ōedo | Linea Ōedo     |
| ---------- | ---------- | -------------- |
| Iidabashi  | -          | Hongō-Sanchōme |
| Linea Mita |            |                |
| Suidōbashi | -          | Hakusan        |